# Deliverance (альбом Space)
Deliverance (в переводе с англ. — «Освобождение») — второй студийный альбом группы Space, вышедший в 1977 году.

## Об альбоме
Диск записан на студии Sydney Bechett в 1977 году. В записи принял участие Рэй Купер — ударник Элтона Джона. Песня «Deliverance» записывалась на студии «Эбби Роуд». Помимо Маделин Белл её исполняли Ян Лозет (на концерте 1983 года) и Эрик Бами (концерт 2002 года).
Deliverance выдержан в стилях spacesynth, диско, синтипоп. По мнению Дмитрия Бебенина на сайте Звуки.Ру, начиная с этого альбома «диско-составляющая музыки группы начала постепенно превалировать над электронной».

## Релизы
Оригинальное французское издание (лейбл «Vogue») вышло на виниле в декабре 1977 года. Во всех последующих выпусках этого альбома треки № 2 и № 3 слегка отличаются сведением ритмических партий (в первоначальном издании во 2-м треке один из элементов перкуссии, а в 3-м партия тарелок звучат в центральном канале, в последующих релизах - только в левом). Первое издание на CD было выпущено в 1996 году фирмой «PolyGram». В нём сокращены треки № 2 (с 7:10 до 5:58) и № 6 (с 6:45 до 5:57). В переиздании 1998 года (фирма «Virgin») эти композиции представлены в полной версии. Издание 2006 года вышло с бонусным треком «Love Theme» (настоящее название «Lover's Song (Part Two)», композиция из сольного альбома Дидье Маруани 1979 года «Le Gagnant»).

## Оригинальный треклист
| №  | Название                                             | Длительность |
| -- | ---------------------------------------------------- | ------------ |
| 1. | «Prison (рус. Тюрьма)»                               | 6:25         |
| 2. | «Let Me Know the Wonder (рус. Дай мне познать чудо)» | 7:10         |
| 3. | «Running in the City (рус. Бег в городе)»            | 4:17         |
| 4. | «Air Force (рус. Военно-Воздушные Силы)»             | 4:30         |
| 5. | «Baby’s Paradise (рус. Детский рай)»                 | 5:38         |
| 6. | «Deliverance (рус. Освобождение)»                    | 6:45         |

## Участники записи
- Экама — фортепиано, синтезаторы, автор музыки
- Ролан Романелли — синтезаторы, аранжировки
- Маделин Белл — вокал
- Джо Хаммер — ударные
- Рэй Купер — перкуссия
- Янник Топ - бас-гитара
- Пол Гридас — тексты
- Жан-Филипп Илиеско — продюсер
- Патрик Френо — звукорежиссёр
- Дизайн обложки — Hipgnosis[2] (оригинальное издание), Henry Vizcarra/Gribbitt! (американское издание)
- Фото внутри буклета: Ф.Маруани

## Инструменты, использованные при записи
- Korg syntesizers
- Acoustic piano
- Fender Rhodes
- Hohner clavinet